# Per Lyngemark
Per Pedersen Lyngemark, também conhecido como Per Jørgensen (23 de maio de 1941 — 2 de abril de 2010) foi um ciclista dinamarquês, ativo durante as décadas de 60 e 70 do século XX, anos em que se dedicou principalmente ao ciclismo de pista.
Per participou nos Jogos Olímpicos de 1968, na Cidade do México, onde foi o vencedor e recebeu a medalha de ouro competindo na perseguição por equipes (4000 m), prova na qual formou equipe com Reno Olsen, Gunnar Asmussen e Mogens Frey.
Durante sua carreira, ele ganhou dois campeonatos nacionais amadores de perseguição por equipes.